# 江西省新余第一中学
江西省新余第一中学，又称新余市第一中学，简称新余一中，是江西省首批优秀重点中学，江西省文明单位，在省内外均具有较高知名度。其前身为新余瀛州书院，清咸丰元年(1851年)知县张方巨创校于城南虎瞰山上。前后3进，有讲堂、惠心楼、书斋等50余间。1943年，新余县立中学在新余老城东南、袁河北岸虎瞰山的魁星阁旁、瀛州书院旧址成立，由前清举人、候补知县张峄先生任校长。1983年，新余复市，更名“新余市第一中学”。

## 历史

### 瀛州书院
清咸丰元年(1851年)知县张方巨创建于城南虎瞰山上。书院共前后3进，有讲堂、惠心楼、书斋等50余间。光绪年间，新余邑人赵辉任山长多年，主张学生要劳逸结合，学得主动，学得活泼。其《开校》诗云：“鼓箧偕来授一篇，书声和绿满窗前。七分严饬三分驰，沂水春风活泼天。”清末停办。现存残屋数间，“瀛洲书院”匾保存完好。

### 新喻县立中学
1943年，新喻县立中学在新余老城东南、袁河北岸虎瞰山的魁星阁旁、瀛州书院旧址成立，由前清举人、候补知县张峄先生任校长。

### 新余县第一中学
1973年，高中部迁至城区东隅原新城中学办学，定名“新余县第一中学”；初中部留原址，为“新余县第二中学”。

### 新余市第一中学
1983年，新余复市，更名“新余市第一中学”。

### 江西省新余第一中学
1994年，新余一中首批通过省重点中学评估验收，被省教委授予“省优秀重点中学”称号。
2004年2月，根据省政府优质高中工程建设规划，在城北孔目江畔贯早启动新校建设。
2005年8月，一期工程完工，新校开始使用；2007年8月，政府优化配置城区教育资源，老校整体划拨给新余三中，新余一中完全迁入新校。

## 外部連結
- 官方网站